# 连接标准联盟
连接标准联盟（英語：Connectivity Standards Alliance，简称CSA），是一家制定、认证与推广智能家居Matter标准的组织。其前身是成立于2002年的Zigbee联盟。2022年10月，联盟公司成员达到200多个。
2022年10月4日，CSA宣布Matter 1.0标准正式发布并开放认证。